# 厳寛
厳寛（イェン・イークァン、1979年1月24日 - ）は、中華人民共和国上海市静安区出身の中国人俳優・歌手である。上海戯劇学院出身、芸名は嚴屹寬（ヤン・イークアン）。

## 経歴
1997年、上海戯劇学院に入学。それ以前から声楽や演技を専門学校で学んでいた。大学2年の1999年から正式に俳優活動を始め、ドラマ『流星剣侠伝 大人物』『秦王李世民』、映画『陸小鳳伝奇之決戦前後』など時代劇を中心に出演を増やし、知名度・人気を高めた。歌手としても人気であり、端正な顔立ちと風雅なイメージを武器に王族や英雄の役をメインにキャリアを重ねた。特に2011年、中国のインターネット匿名掲示板「天涯」において、四大時代劇イケメン「天涯四美」（残り三人は喬振宇・鍾漢良・霍建華）に選出された。
大作時代劇『水滸伝 All Men Are Brothers』では108人の好漢の中でも特に人気の高い、伊達男燕青を好演。はまり役の一つとなった。同年、『傾城の皇妃 〜乱世を駆ける愛と野望〜』で林心如や劉涛と共演。作中で悲運の後蜀の皇子を熱演した。また2012年、神話劇『媽姐』で劉涛と再共演。この作品も大ヒットし、人気を揺るぎなき絶対的なものとした。
2013年、歴史ドラマ『隋唐演義 〜集いし46人の英雄と滅びゆく帝国〜』で主演をつとめ、秦叔宝役を演じ、威風堂々たる英雄ぶりを披露した。その後も時代劇・ファンタジー劇から現代劇、ラブコメまで多彩なジャンルで活躍し、主演作『新蕭十一郎』(2016年)で演じた瀟洒な怪盗役もファンから大きな反響を呼んだ。
2013年8月9日、女優の杜若渓と結婚。現在は一女を儲けている。なお、妻の杜若渓とは、『閨中密友』・『姐妹姐妹』などといったドラマで度々共演。また、2018年の歴史劇『王家の愛 侍女と王子たち』においては、男女W主演のかたちで杜若渓と再共演した。

## 出演作品

### ドラマ
- 1999年『為了明天』-李大林
- 1999年『情書』-金鵬程
- 2000年『碧血情仇』-匡顕能
- 2000年『心网』-畢成功
- 2000年『奇人奇案』-葉玉樹
- 2001年『乱世艶陽天』-仇政
- 2001年『少年張三丰』-易継風
- 2001年『一个人不如両个人』-王東
- 2002年『追夢』-孫本立
- 2002年『秋潮向晩天』-荘自立
- 2002年『六女当鋪』-秦池
- 2003年『夢裏花開』-林暉
- 2003年『大明王朝驚変録』-朱祁鎮
- 2003年『青天衙門 七彩蝴蝶』-玉懐春
- 2003年『武当』-朱元璋
- 2004年『秦王李世民』-李建成
- 2004年『飛天舞』-劉璋玉
- 2004年『起跑天堂』-温承
- 2004年『辺城小子』-柳玉樹
- 2005年『風の舞う場所』-厳寛
- 2005年『金色年華』-方国維
- 2005年『生死絶恋』-陶進
- 2006年『情愛保険』-黄建遠
- 2006年『流星剣侠伝 大人物（中国語版）』-秦歌
- 2006年『春天後母心』-虎子
- 2006年『グッドモーニング上海』-王明偉
- 2006年『聊斎2之胭脂』-鄂子川
- 2007年『最後的格格』-方天羽
- 2007年『大案組』-沙城
- 2008年『陰丹士林』-酈照存
- 2008年『冷槍』-向剣鋒(小茶壺)
- 2009年『生死迷局』-呉飛
- 2010年『天師鍾馗之美麗傳説』-杜平
- 2010年『活佛済公』-聖徳
- 2010年『美人心計〜一人の妃と二人の皇帝〜』-劉少康
- 2011年『大唐儒将開漳聖王』-陳元光
- 2011年『水滸伝 All Men Are Brothers』-燕青
- 2011年『宮 パレス 〜時をかける宮女〜』-林非凡
- 2011年『傾城の皇妃 〜乱世を駆ける愛と野望〜』-孟祈佑
- 2011年『身辺的幸福』-楊青
- 2012年『媽祖』-呉宗倫
- 2012年『刑名師爺』-朱厚熜
- 2012年『藍蝶之謎』-卓立軒
- 2013年『隋唐演義 〜集いし46人の英雄と滅びゆく帝国〜』-秦叔宝(秦瓊)
- 2013年『血誓』-獒子
- 2013年『恋了愛了』-江昊天
- 2013年『閨中密友』-李秋陽
- 2013年『春天的絞刑架』-杜枯栄
- 2014年『岳父太囧』-郝平
- 2014年『約会専家』-谷易
- 2014年『戦神』-秦晋文
- 2014年『神雕侠侶〜天翔ける愛〜（中国語版）』-王重陽
- 2016年『姐妹姐妹』-査扎猜
- 2016年『新蕭十一郎』-蕭十一郎
- 2016年『五鼠鬧東京』-展昭
- 2016年『三国志〜趙雲伝〜』-劉備
- 2016年『幻城 〜Ice Fantasy〜（中国語版）』-淵祭
- 2016年『戦神之血染的青春』-荘子安/荘子衡
- 2016年『飛刀又見飛刀』-李尋歓
- 2018年『小楼又東風』-高晨
- 2018年『王家の愛 侍女と王子たち（中国語版）』-ドルゴン(多爾袞)
- 2019年『飛行少年』-孔新
- 2020年『烽火硝烟裏的青春(烽火長城)』-肖雲飛
- 2021年『理想照耀中国』-隊長
- 2021年『中流撃水』-施洋

### 映画
- 2004年『北京童話』-劉小峰
- 2007年『瞬間的美麗』-杜鵬
- 2007年『陸小鳳伝奇之決戦前後』-葉孤城
- 2010年『三笑之才子佳人』-三才子之一
- 2014年『怒放之青春再見』-張武
- 2014年『白髪妖魔伝（中国語版）』-皇太極(ホンタイジ)
- 2016年『爵跡』-鬼山縫魂
- 2017年『デスティニー・イン・ザ・ウォー』-村長
- 2017年『ワンス・アポン・ア・タイム 闘神（中国語版）』-擎蒼
- 2019年『秦明・生死語者』-秦明
- 2020年『戦疫2020之我是医生』-鄭直(※ネット映画)
- 2020年『如果声音不記得』-辛本良
- 2021年『レジェンド・オブ・クロー 九陰白骨爪（中国語版）』-黄薬師(※ネット映画)